# Kostel Seslání svatého Ducha (Višňová)
Kostel Seslání svatého Ducha je sakrální stavba ve Višňové, obci ve Frýdlantském výběžku na severu Česka. V těsném sousedství stavby vede česko-polská státní hranice. Kostel byl postaven v raně gotickém slohu. Mezi jeho nejstarší části patří presbytář z konce 13. století. V pozdějších letech prošel kostel barokní přestavbou a dalšími úpravami. Kostel je chráněn jako kulturní památka.

## Historie
Podle německojazyčné regionální literatury stávala ve Višňové kaple už v roce 1160. První písemná zmínka o farním kostele s věží, dvěma zvony a třemi oltáři pochází z roku 1346. V roce 1468 kostel vyhořel a nová stavba ho nahradila v roce 1492. V letech 1802–1804 byl starý kostel výrazně přestavěn, přičemž byla výrazně zvýšena loď. Po druhé světové válce sloužil k ustájení dobytka a jako skladiště.
Během obnovy státní hranice po skončení druhé světové války se kostel ocitl na území Polska. Roku 1958 byla 13. června ve Varšavě podepsána Smlouva mezi Československou republikou a Polskou lidovou republikou o konečném vytyčení státních hranic (publikována pod číslem 23/1959 Sb.). Tím vyvrcholily práce napřimující hranice. Kostel se vlivem toho vrátil zpět na československé území.

## Popis
Jednolodní kostel má obdélníkový půdorys. Stejného tvaru je též presbytář, na jehož severní straně stojí hranolová věž. Na věži se nachází osmiboká nástavba a na vrchu je zakončena cibulovou bání. Nad presbytářem jsou dvě pole křížové žebrové klenby. Triumfální oblouk, jenž se v kostele nachází, je hrotitý. Vlastní loď má strop plochý. V presbytáři se na pilířích nachází postranní kruchta ze dřeva. V lodi je kruchta trojramenná s dvoupatrovými postranními rameny. Uvnitř kostela se nenachází žádné historicky významné vybavení. V kostele nejsou ani žádné varhany.

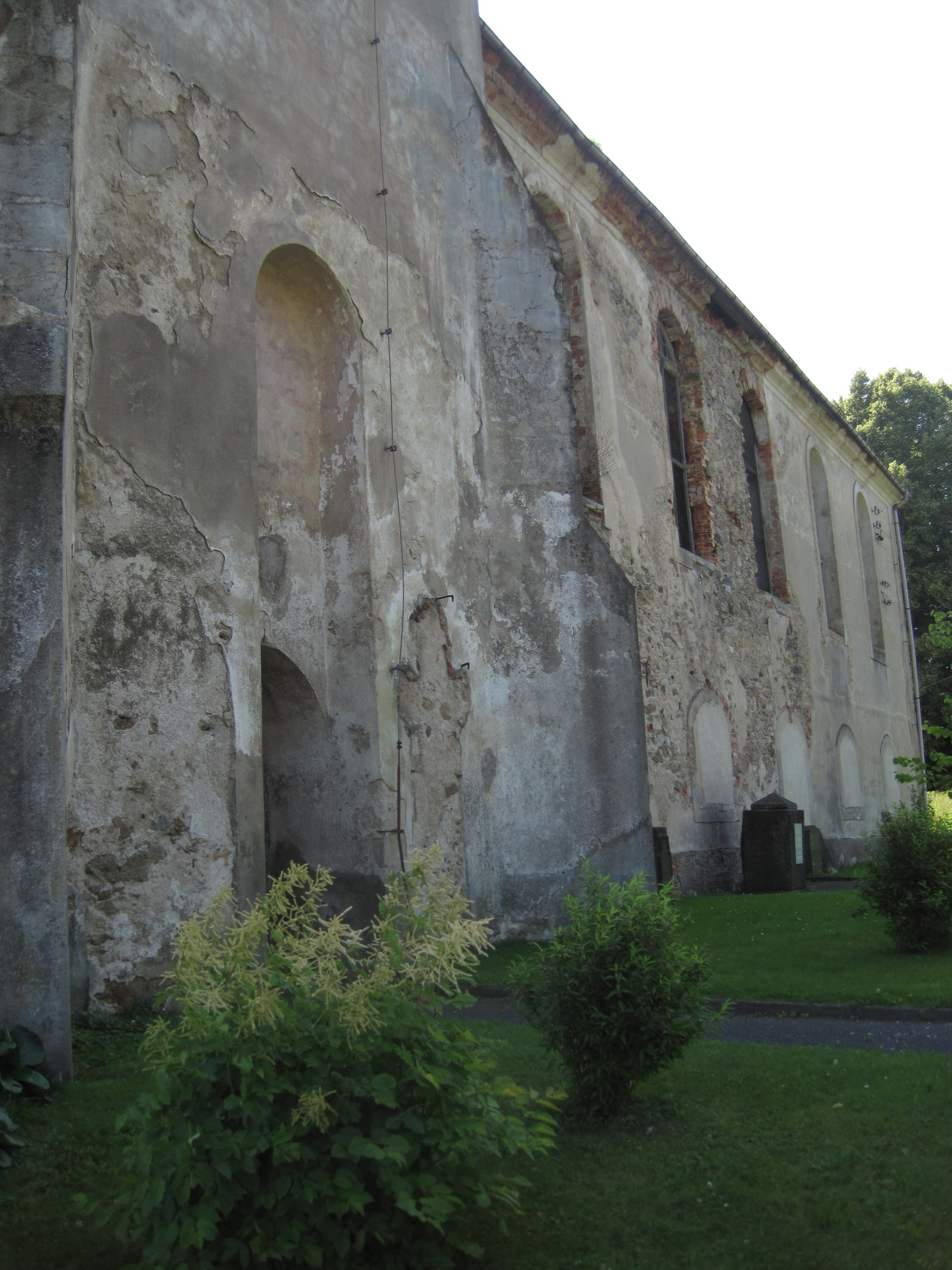
Vstup do věže

Věž má čtvercový půdorys s délkou strany 630 centimetrů a tloušťkou zdiva 150 centimetrů. V obou severních nárožích ji zpevňují dva diagonálně umístěné opěráky, mezi nimiž se nachází vstup do podvěží. Přízemí věže je zaklenuté valenou klenbou, kterou byl později proražen otvor zpřístupňující první patro. Do něj se původně vstupovalo nejspíše z presbytáře. Méně pravděpodobná je možnost samostatného vstupu do patra z venku, nebo případným plochým stropem, který mohl předcházet vybudování valené klenby.
Ojedinělým způsobem byl řešen vstup do podvěží. Dveřní otvor se nachází ve zdvojeném záklenku, jehož přední část je ukončená plným obloukem dvakrát výše, než zadní portálek s lomeným obloukem. Zdivo záklenků je postaveno z pečlivě opracovaných pískovcových kvádrů. Podle analogie s městskými bránami je tak možné, že uzavírání vstupu bylo řešeno padací mříží, a stavba by se tedy mohla řadit mezi opevněné kostely. Analogické řešení vstupu do církevní stavby je známé z Rumunska nebo Polska.
V interiéru stavby jsou umístěny figurální náhrobníky z přelomu 17. a 18. století, dále ze druhého desetiletí téhož století a též z období okolo roku 1730. Další náhrobníky se nacházejí na jižní vnější stěně kostelní věže. Ty jsou barokní a pocházejí ze druhé poloviny 17. století a období kolem roku 1700.
V době, kdy Višňovou spravoval ex currendo z Frýdlantu P. Ladislav Kubíček (v letech 1987–1993) byl zástěnou oddělen presbytář od lodi, která již byla v havarijním stavu. Presbytář byl následně upraven na kapli, aby bylo možno sloužit bohoslužby v důstojném prostředí.

## Okolí kostela
Kolem kostela se rozkládá hřbitov, na kterém je možné najít barokní epitaf ve formě oltáře s vysokým figurálním reliéfem. Dále obsahuje stuhu a akantové ornamenty. Vše pochází z počátku 18. století. Na hřbitově se nachází také klasicistní náhrobek vytvořený v době kolem roku 1800.